# روبرت كورمير
روبرت كورميّر (بالإنجليزية: Robert Cormier)‏ هو كاتب للأطفال وصحفي وكاتب أمريكي، ولد في 17 يناير 1925 في ماساتشوستس في الولايات المتحدة، وتوفي في 2 نوفمبر 2000 في بوسطن في الولايات المتحدة.

## وصلات خارجية
- روبرت كورمير على موقع IMDb (الإنجليزية)
- روبرت كورمير على موقع إن إن دي بي (الإنجليزية)
- روبرت كورمير على موقع قاعدة بيانات الفيلم (الإنجليزية)